# Valea Bradului, Hunedoara
Valea Bradului este un sat ce aparține municipiului Brad din județul Hunedoara, Transilvania, România.

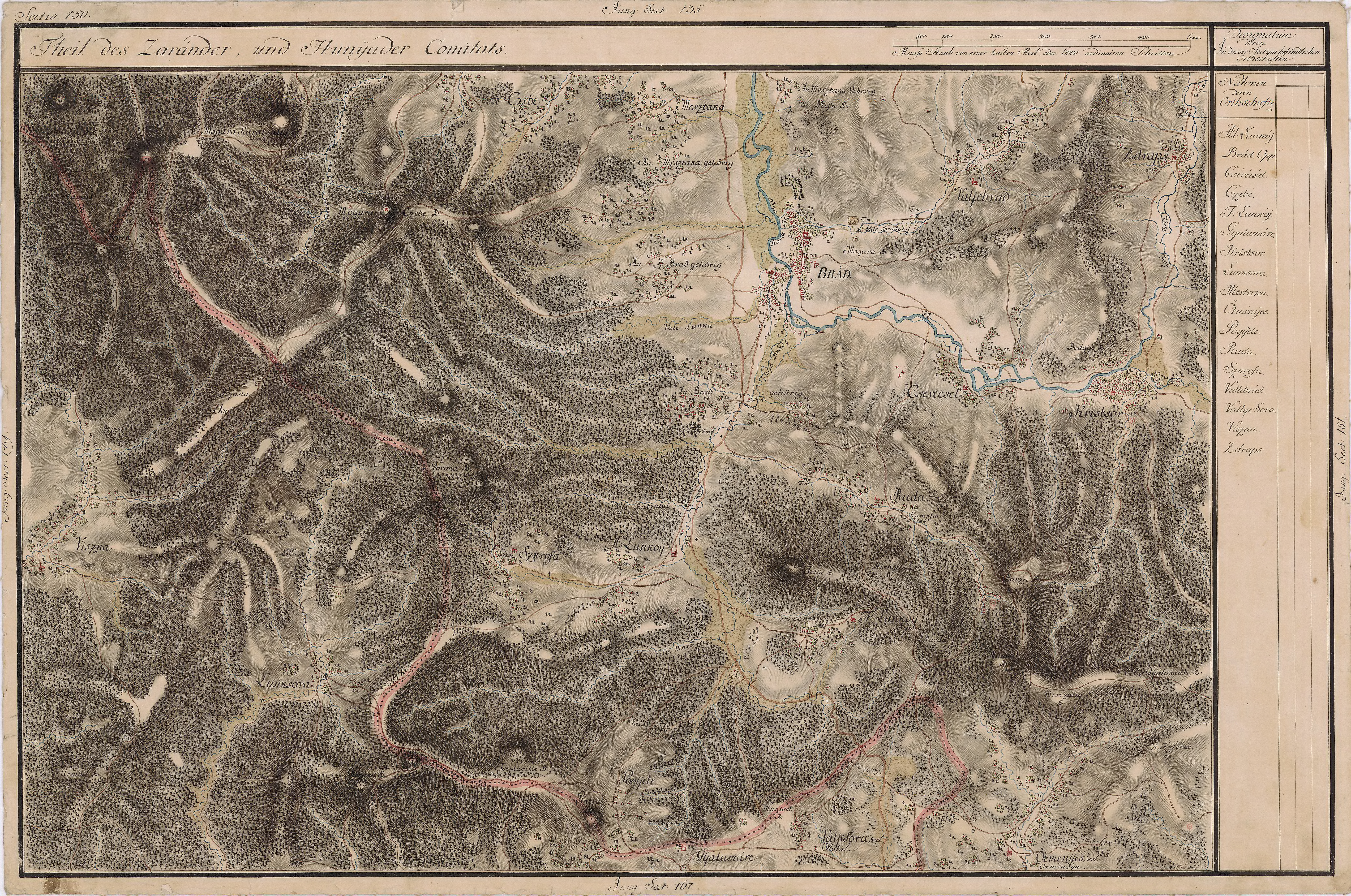
Valea Bradului în Harta Iosefină a Transilvaniei, 1769-73